# Ernst Voigt (Politiker)

Ernst Voigt, um 1866

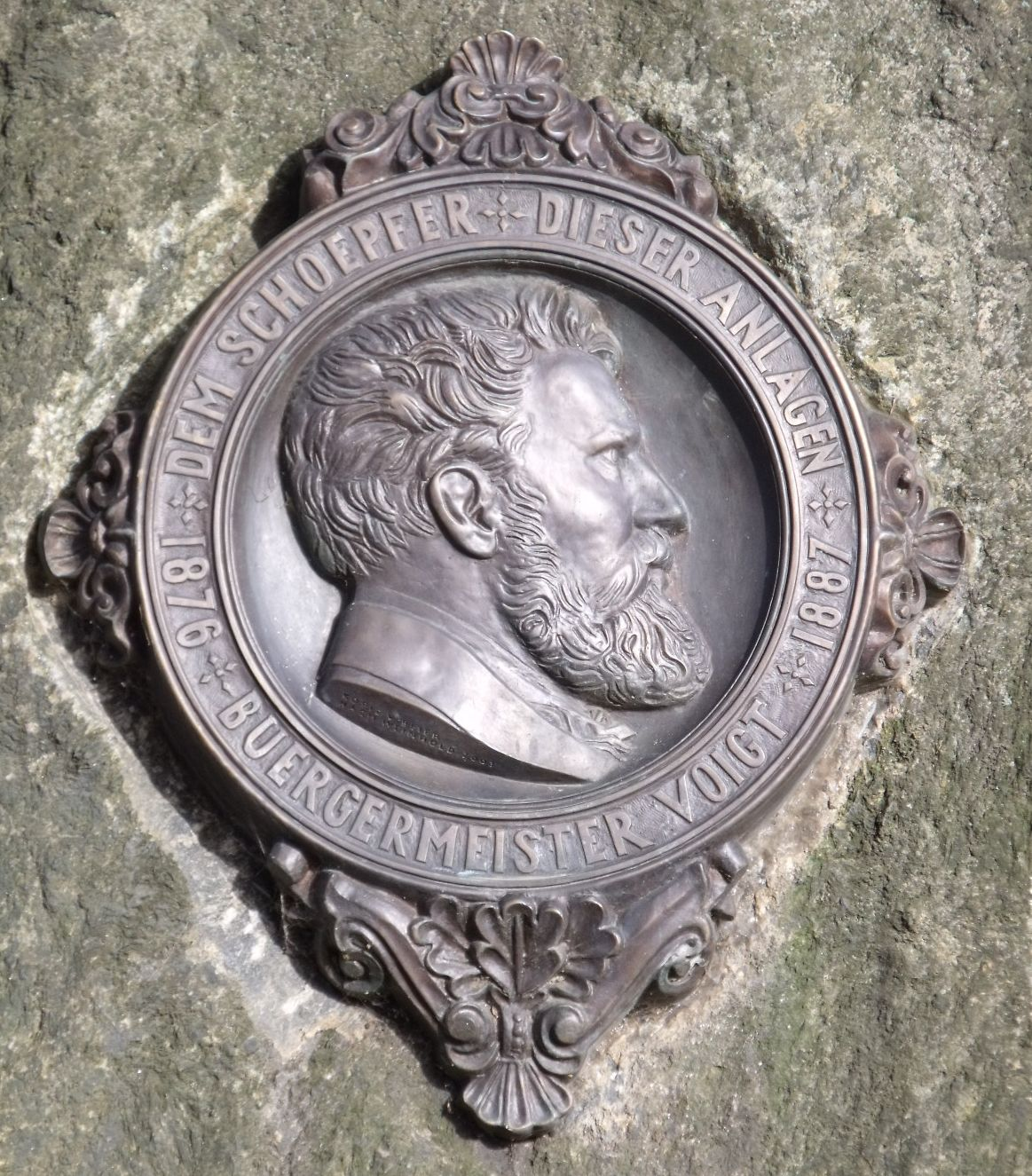
Medaillon vor dem Alfred-Udo-Holtz-Bau der Hochschule Mittweida

Albin Ernst Voigt (* 1. März 1845 in Zwickau; † 21. Februar 1886 in Dresden) war ein deutscher Jurist und nationalliberaler Politiker.

## Leben und Wirken
Voigt wurde als Sohn von Friedrich Albert Voigt und Johanne Louise, geb. Große in Zwickau geboren und studierte von 1862 bis 1866 Rechtswissenschaften an der Universität Leipzig. Während seines Studiums wurde er 1862 Mitglied der Leipziger Burschenschaft Germania. Nach Ablegen seiner juristischen Universitätsprüfung im Juli 1866 trat er in den Staatsdienst ein. Zunächst war er als Referendar und dann ab 1872 Assessor am Bezirksgericht Leipzig. Im August 1871 legte er seine 2. juristische Staatsprüfung ab. 1875 trat er das Amt des Bürgermeisters von Mittweida an, das er bis 1881 ausübte. In Mittweida setzt er sich u. a. für die Errichtung der Parkanlagen am Technikum und am Schwanenteich ein. Bereits am 7. August 1887 stifteten die Bürger ein in Stein befestigtes Medaillon mit dem Antlitz Voigts, das sich vor dem heutigen Alfred-Udo-Holtz-Bau der Hochschule befindet. Anschließend war er bis zu seinem Tod Bürgermeister der erzgebirgischen Bergstadt Annaberg, wo er 1885 der Begründer und erste Vorsitzende des örtlichen Geschichtsvereins wurde. Von 1885 bis zu seinem Tod vertrat er den 19. städtischen Wahlkreis in der II. Kammer des Sächsischen Landtags.
In Mittweida heiratete er 1877 die Fabrikantentochter Johanne Marie Backofen. Die Ehe wurde aber schon 1880 wieder gelöst. In zweiter Ehe heiratete er 1882 Anna Clara Schmidt in Schönbrunn bei Wolkenstein.